# Stars (Roxette)
Stars è un singolo del duo pop svedese Roxette, pubblicato nel 1999 come terzo estratto dal sesto album in studio Have a Nice Day.

## Il Singolo
Stars è una canzone scritta da Per Gessle. Il singolo, in Europa, è stato pubblicato in CDS, in un Enhanced CD (Maxi), ed un ulteriore CD Singolo con 5 remix.
Nel 2000 è stata colonna sonora di uno spot pubblicitario della compagnia telefonica Omnitel (oggi Vodafone) con Megan Gale protagonista.

## Tracce
CD Singolo
1. Stars [Almighty Single Version] (Per Gessle) - 3:48
2. Better Off On Her Own - 2:49
3. Stars [Album Version] (Per Gessle) - 3:56

Maxi, Enhanced CD
1. Stars [Almighty Single Version] (Per Gessle) - 3:48
2. Better Off On Her Own - 2:49
3. I Was so Lucky [Tits & Ass Demo] - 4:12
4. 7Twenty7 [Tits & Ass Demo] - 3:28
5. Stars [Album Version] (Per Gessle) - 3:56
6. Anyone [Video] - 4:45

Maxi, remixes by Almighty & X-treme
1. Stars [Almighty 7" Mix] - 3:48
2. Stars [Almighty 12" Definitive Mix] - 8:00
3. Stars [Almighty Dub] - 6:43
4. Stars [Almighty Alternate 12" Mix] - 7:02
5. Stars [X-Treme Extended Mix] - 6:13

## Il Video
Il video di Stars è stato diretto da Anton Corbijn, nel 1999, in Svezia.